# El gran restaurant
El gran restaurant  (títol original en francès: Le Grand Restaurant) és una pel·lícula francesa dirigida per Jacques Besnard, estrenada el 1966. Ha estat doblada al català, tant per TV3 com per Canal 9 (en doblatge valencià).

## Argument
El senyor Septime dirigeix amb mà de ferro el famós Gran Restaurant «Chez Septime», temple parisenc de la gastronomia francesa. Ben decidit a tractar el client com un rei capritxós, no vacil·la a infligir un tracte infantilitzant envers els seus encarregats, i al menor error.
Però la seva vida és trastornada pel segrest d'un cap d'Estat d'Amèrica del Sud, el president Novalès, mentre sopava al seu establiment. Tot sembla acusar-lo llavors de complicitat...Ha estat doblada al català.

## Una escena d'antologia: el suflé de patata
Al restaurant, el comissari divisionari (Bernard Blier), entaulat amb els seus confrares italià, el commandatore Riganti, i alemany, el Dr. Müller, prega el Sr. Septime d'explicar al Dr. Müller la seva recepta del suflé de patata. Atenent la petició, Louis de Funès, amb la complicitat d'algunes ombres xineses que tallen la seva cara, agafa la mímica i la veu d'Adolf Hitler sota els ulls enterbolits del policia de l'altra banda del Rin.

## Repartiment
- Louis de Funès: M. Septime
- Bernard Blier: el comissari divisionari
- Folco Lulli: M. Novalès, el president sud-americà
- Venantino Venantini: Enrique
- Maria-Rosa Rodriguez: Sophia, la secretària del president Novalès
- Paul Préboist: el somelier del restaurant
- Noël Roquevert: el ministre
- Juan Ramirez: el general
- Raoul Delfosse: Marcel, el cap de cuina
- Max Montavon: el violonista
- Roger Caccia: el pianista
- Jean Ozenne: el maître
- Pierre Tornade: el second maître
- Guy Grosso: Un criat
- Michel Modo: Petit-Roger
- Maurice Risch: Un noi de restaurant
- Jacques Dynam: Un criat

## Llocs de rodatge
- França
  - París
  - Versalles
  - Yvelines
  - Val-d'Isère
  - Savoia
  - Rhône-Alpes
  - Niça
  - Alpes-Maritimes